# Stenotsivoka negrei
Stenotsivoka negrei là một loài bọ cánh cứng trong họ Cerambycidae.